# Alpes de Chiemgau
Os Alpes de Chiemgau - Chiemgauer Alpen em alemão - é um maciço montanhoso que faz parte dos Alpes Orientais-Norte na sua secção dos Pré-Alpes Bávaros e que se encontram nas  regiões do  Tirol e de Salisburgo na Áustria, e na Baviera na Alemanha. O ponto mais alto é o  Sonntagshorn com 1.961 m.

## Localização
Os Alpes de Chiemgau ficam rodeados a Norte pelas Colinas da Bavária, a Leste e a Sudoeste pelos Alpes de Berchtesgaden dos Alpes Setentrionais de Salisburgo, e a Sudoeste pelos Montes do Kaiser, e a Oeste pelos Alpes de Mangfall.

## SOIUSA
A Subdivisão Orográfica Internacional Unificada do Sistema Alpino (SOIUSA), dividiu em 2005 os Alpes em duas grandes partes: Alpes Ocidentais e Alpes Orientais, separados pela linha formada pelo  Rio Reno - Passo de Spluga - Lago de Como - Lago de Lecco.
O conjunto de Pré-Alpes de Bregenz, Alpes de Algovia, Alpes de Ammergau, Alpes de Wallgau, Alpes de Mangfall, e os Alpes de Chiemgau formam os Pré-Alpes Bávaros

### Classificação  SOIUSA
Segundo a SOIUSA este acidente geográfico é uma Sub-secção alpina  com as seguintes características:
- Parte = Alpes Orientais
- Grande sector alpino = Alpes Orientais-Norte
- Secção alpina = Pré-Alpes Bávaros
- Sub-secção alpina =  Alpes de Chiemgau
- Código = II/B-22.VI